# Чернявський Георгій Володимирович
Гео́ргій Володи́мирович Черня́вський (нар. 31 липня 1946) — український дипломат.

## Біографія
Народився 31 липня 1946 року в місті Ташкент. Закінчив Київський Національний університет ім. Тараса Шевченка (1970), факультет романо-германської філології, відділення перекладачів, перекладач-референт англійської і французької мов. Володіє іноземними мовами: російською, англійською, італійською та французькою.
- З 1970 по 1972 — служба в армії.
- З 1973 по 1978 — референт, старший референт президії.
- З 1978 по 1986 — завідувач відділу, член президії Українського товариства дружби і культурного зв'язку із зарубіжними країнами.
- З 1986 по 1990 — старший референт.
- З 1990 по 1992 — завідувач сектору міжнародних зв'язків, Секретаріат Верховної Ради України.
- З 02.1992 по 11.1992 — завідувач відділу Державного Протоколу.
- З 11.1992 по 01.2000 — керівник Служби протоколу Президента України.
- З 01.2000 по 09.2002 — керівник Управління Державного Протоколу та Церемоніалу Президента України.
- З 2002 по 26.08.2005 — Радник Президента України[1].
- З 26.08.2005 по 28.12.2012 — Надзвичайний та Повноважний Посол України в Італії[2]
- З 13.03.2006 по 28.12.2012 — Надзвичайний та Повноважний Посол України в Сан-Марино за сумісництвом
- З 03.2006 по 28.12.2012 — Постійний представник України при Продовольчій та сільськогосподарській програмі ООН (ФАО).
- З 19.04.2006 по 28.12.2012 — Надзвичайний та Повноважний Посол України на Мальті за сумісництвом.

Дипломатичний ранг — Надзвичайний і Повноважний Посол України (1996).

## Нагороди
- Орден князя Ярослава Мудрого V ст. (31 липня 2011) — за значний особистий внесок у розвиток вітчизняної дипломатичної служби, піднесення авторитету України на міжнародній арені, багаторічну сумлінну працю[3]
- Орден «За заслуги» І ступеня
- Орден «За заслуги» ІІ ступеня
- Орден «За заслуги» ІІІ ступеня (2002)[4]
- Нагороджений чотирма медалями,
- Почесною грамотою Президії Верховної Ради УРСР.
- Заслужений працівник культури України
- Командорський хрест ордена святого Григорія Великого (Ватикан, 11 грудня 2001)[5] та іншими нагородами іноземних держав.